# Mutinus elegans
Mutinus elegans är en svampart som först beskrevs av Jean François Montagne, och fick sitt nu gällande namn av Eduard Fischer 1888. Mutinus elegans ingår i släktet Mutinus och familjen stinksvampar.   Inga underarter finns listade i Catalogue of Life.

## Källor

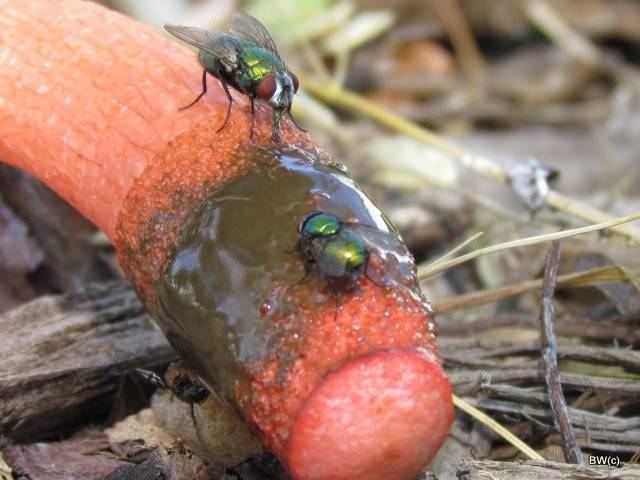
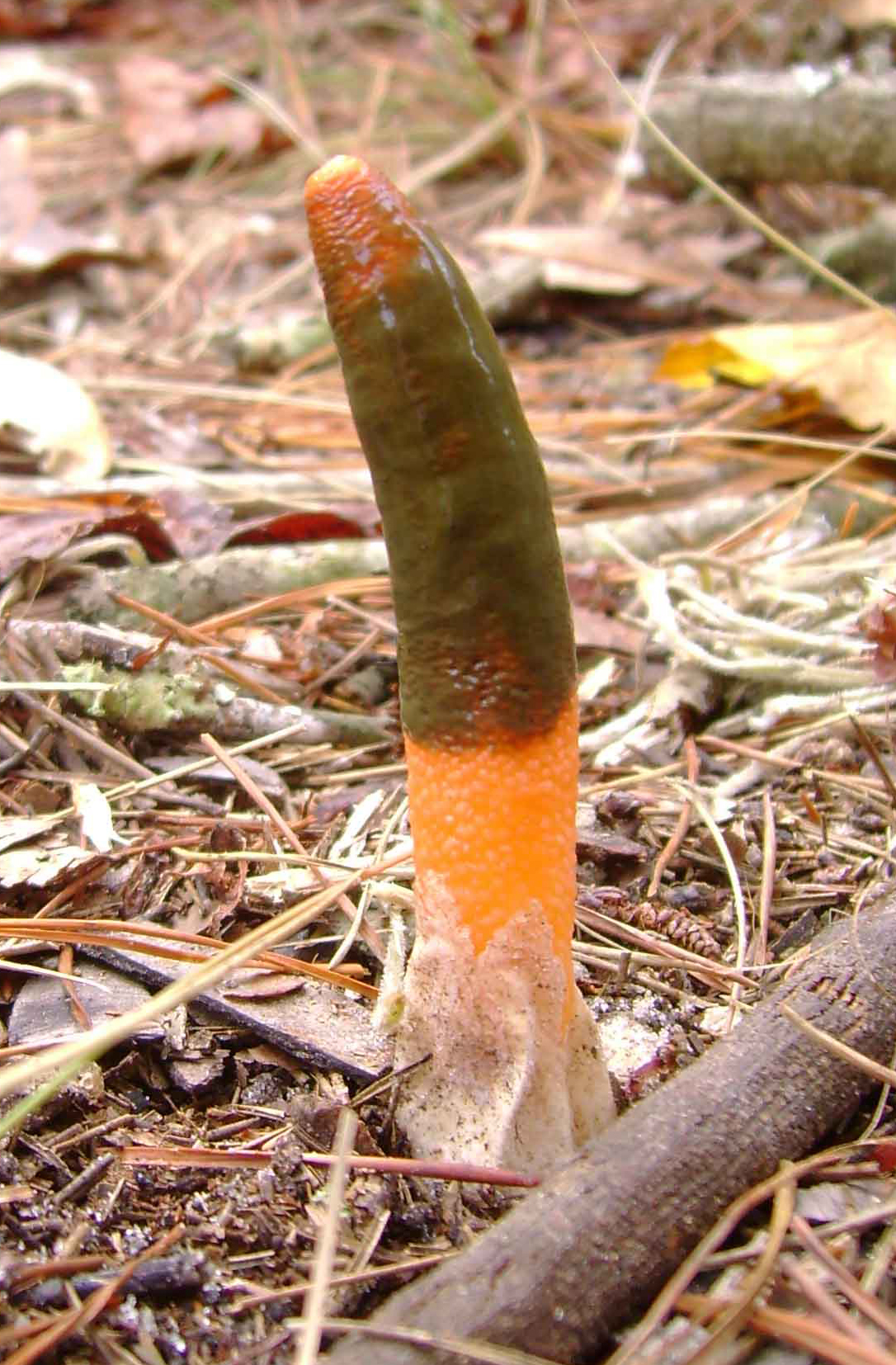
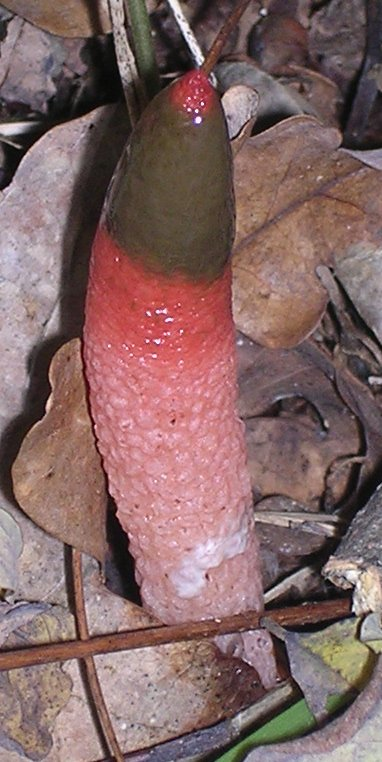
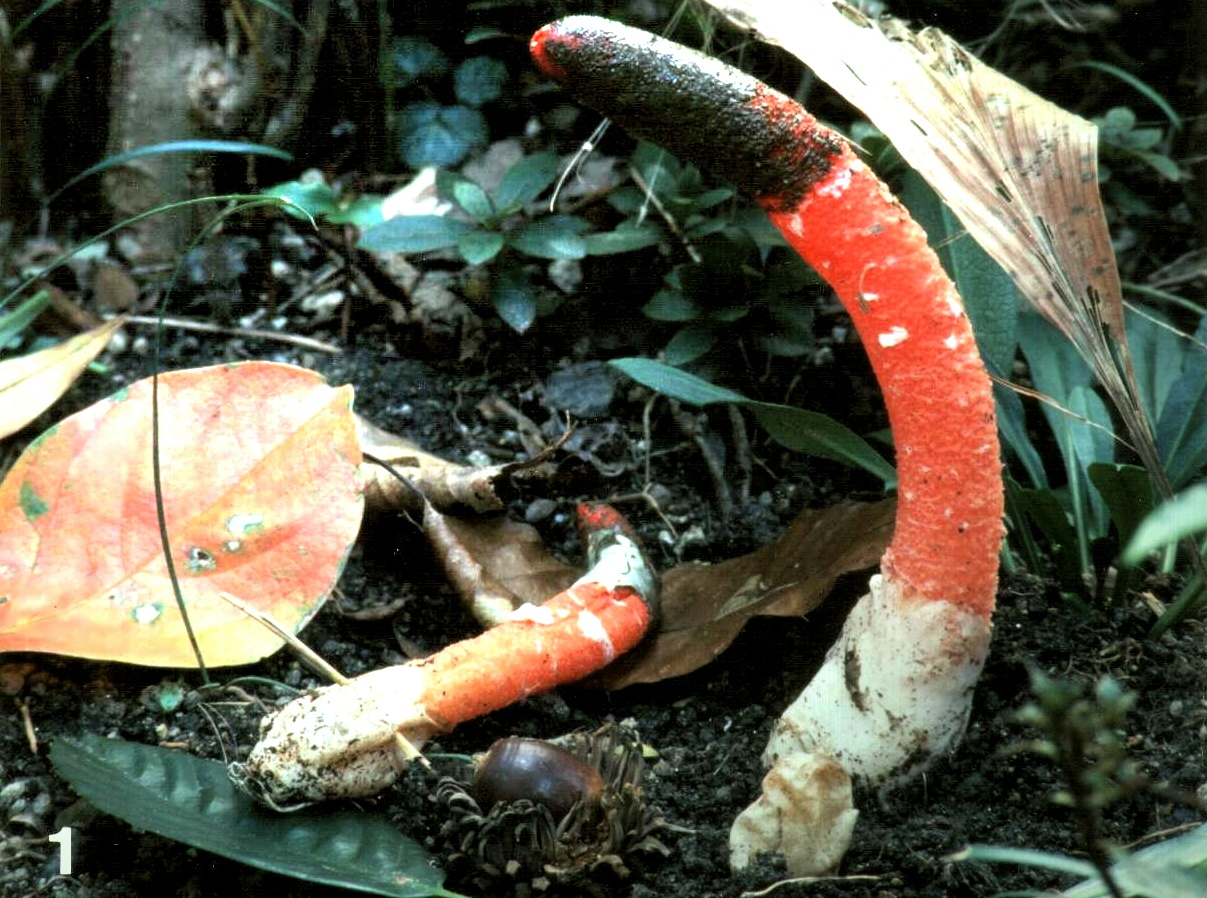